# Église Sainte-Suzanne de Sainte-Suzanne (Mayenne)
Pour les articles homonymes, voir Église Sainte-Suzanne.
L'église Sainte-Suzanne est située à Sainte-Suzanne-et-Chammes en Mayenne. Elle appartient aujourd'hui à la communauté paroissiale de Saint-Barnabé-en-Charnie.

## Histoire
- La première église bâtie sur ce promontoire portait, du fait de sa position, le nom d'église Saint-Jean-de-Hautefeuille. Quand le bourg autour de l'église fut réuni au château, afin d'augmenter les fortifications et assurer la défense du pays contre les voisins normands, la nouvelle enceinte n'eut plus qu'un seul nom en prenant le nom du château, et l'église elle-même fut placée sous le patronage de sainte Suzanne.
- Dès avant 1125, l'église, probablement d'origine castrale, appartenait à l'abbaye d'Évron (archidiaconé de Laval, doyenné d'Évron).
- L'église est reconstruite au début du XVIe siècle: dès 1484 un "bref d'indulgences" encourage sa réfection sous le pontificat d'Innocent VIII. En 1495, le cardinal Philippe de Luxembourg, évêque du Mans, encourage sa reconstruction par un mandement ou rescrit. Le 8 juin 1504 un nouveau "bref d'indulgences" est publié dans le même sens par le cardinal d'Amboise, légat du Saint-Siège en France. En 1526, deux maîtres maçons vindrent de loin pour faire le divis ; n'ayant pas trouvé de pierres rousses à la Rivière, on fit venir 106 charretées de pierre de Bernay (et 6 charretées de bois pour les échafaudages). Jean Enjubault et Georges Olivier, maçons, s'engagèrent en 1528 à tailler, maçonner et réédifier tout à neuf l'église mais durent faire revenir de la pierre de Valiser (?), Saint-Christophe-en-Champagne et Bernay-en-Champagne. Les ressources s'épuisant, il fallut en 1536 vendre une partie des terres de la fabrique.  L'église est finalement consacrée le 31 mai 1553 par Jean VIII Jouvenel des Ursins, évêque de Tréguier (en résidence au Mans), coadjuteur de Jean du Bellay (1492-1560). L'église d'alors est en forme de croix régulière, mais dont le chœur et les bras du transept sont sans profondeur et peu décorés. Il n'y eut d'essai timide de décoration dans le style de l'époque que l'encadrement de la porte et de la fenêtre de la façade ouest. L'intérieur de l'édifice reste dans le plus grand dénuement pendant plus de deux siècles. En 1884 une réfection presque complète de l'édifice, sur les mêmes bases, a laissé subsister le pignon occidental, donné au chœur la forme circulaire à pans coupés et remplacé intérieurement les lambris par des voûtes. les ouvertures sont géminées en arc brisé. De l'église du XVIe siècle ne restent que la façade et le portail Renaissance. Les piédroits sont ornés de colonnes engagées cannelées et les chapiteaux composés de feuilles d'acanthe, crosses recourbées et angelots.

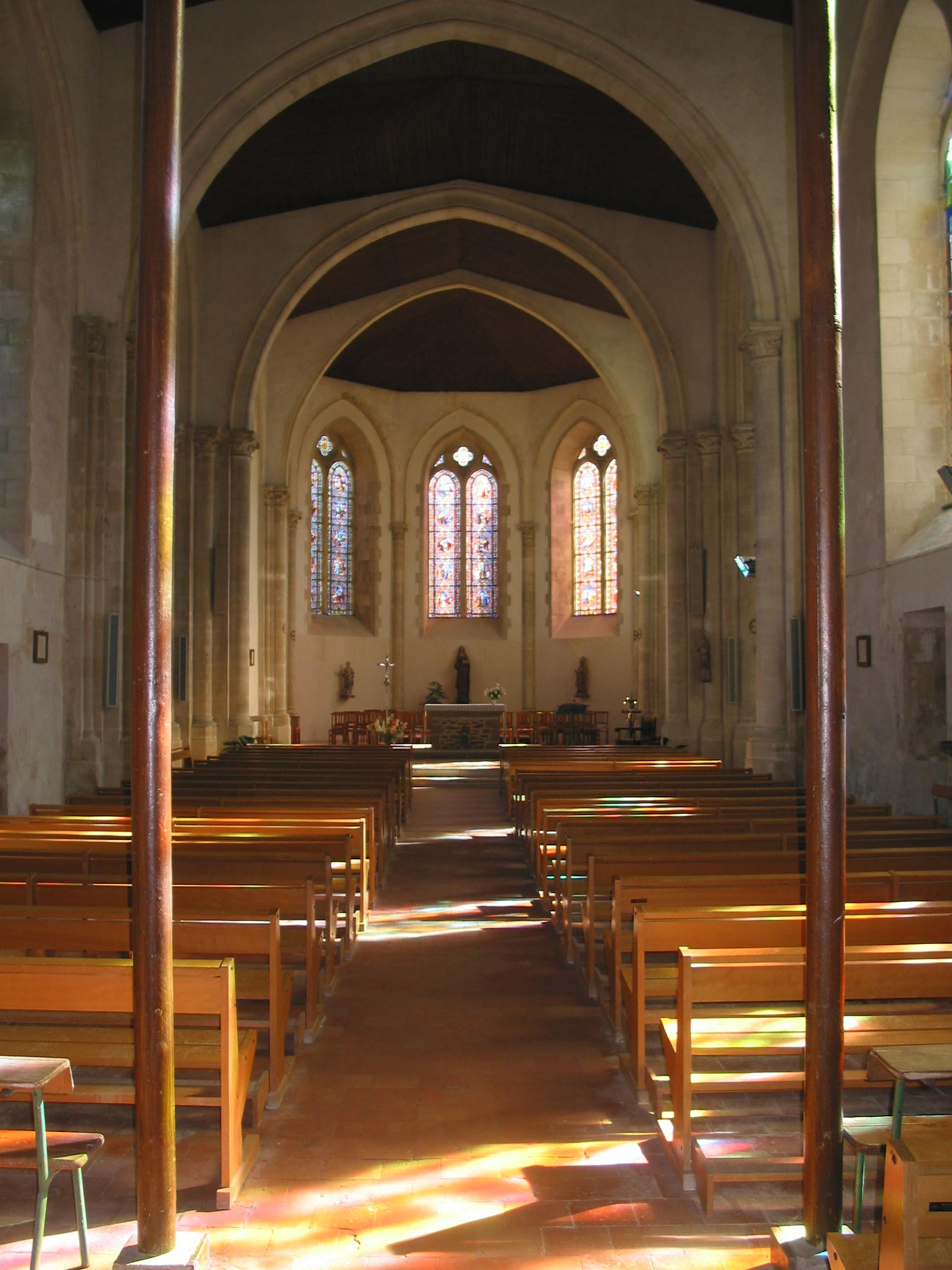
L'église de Sainte-Suzanne

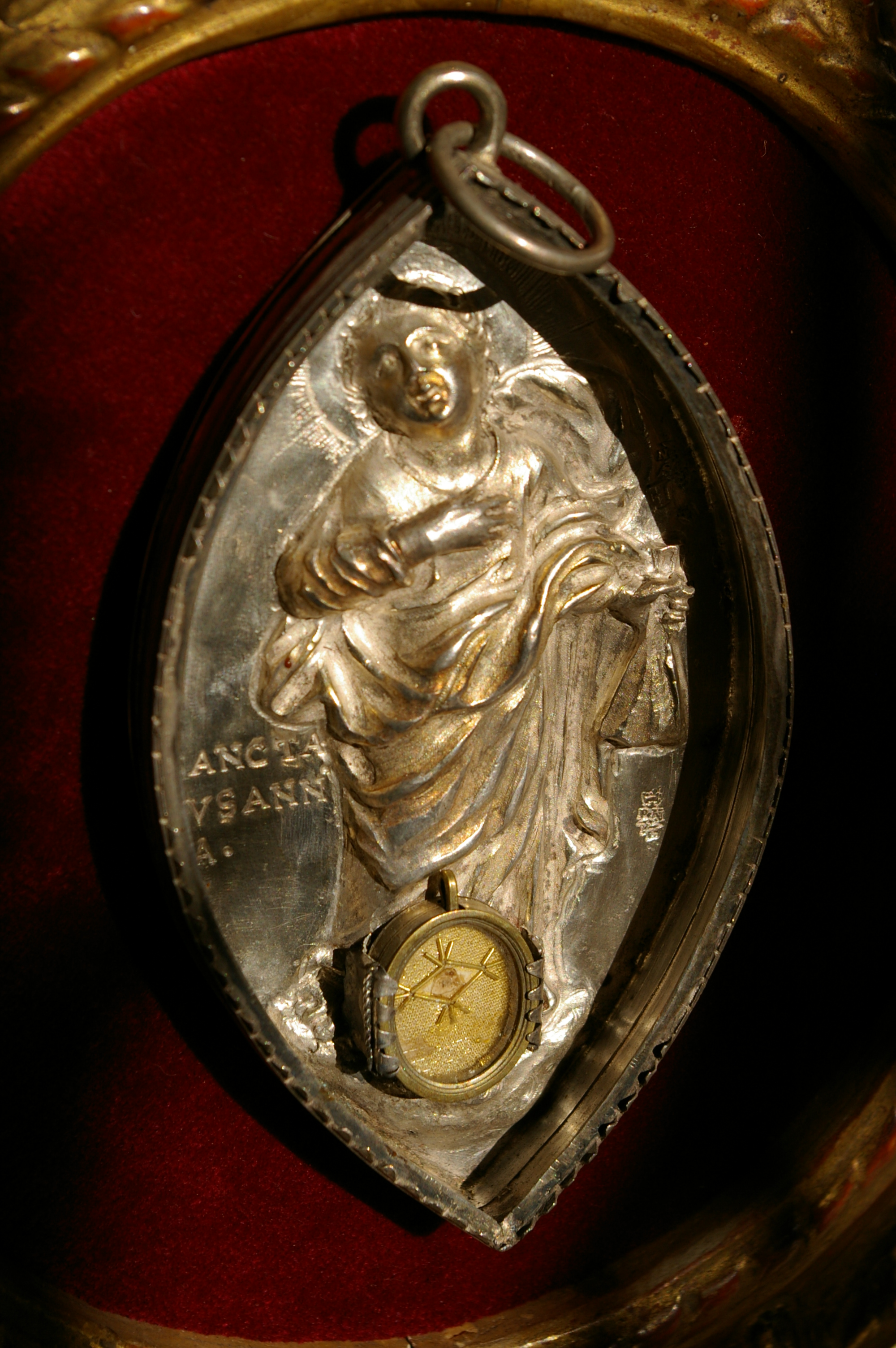
Reliques de sainte-Suzanne

- Pendant les périodes de guerre, l'église n'étant plus accessible, le culte était pratiqué dans la chapelle de la Madeleine, située extra-muros dans le cimetière, ce qui la rendait accessible aux habitants des faubourgs, notamment de celui de La Rivière. Déjà en ruines en 1495, elle fut reconstruite en 1668 aux frais de Charles Bricel, prieur de Remmes (chapelle de Sainte-Gemmes-le-Robert). La chapelle actuelle, qui ne mesure plus que 6 m sur 4 m, date de 1780, restaurée en 1826; les statues de l'église actuelle viennent de cette chapelle, ou de la chapelle Saint-Eutrope située à la Croix-Couverte.

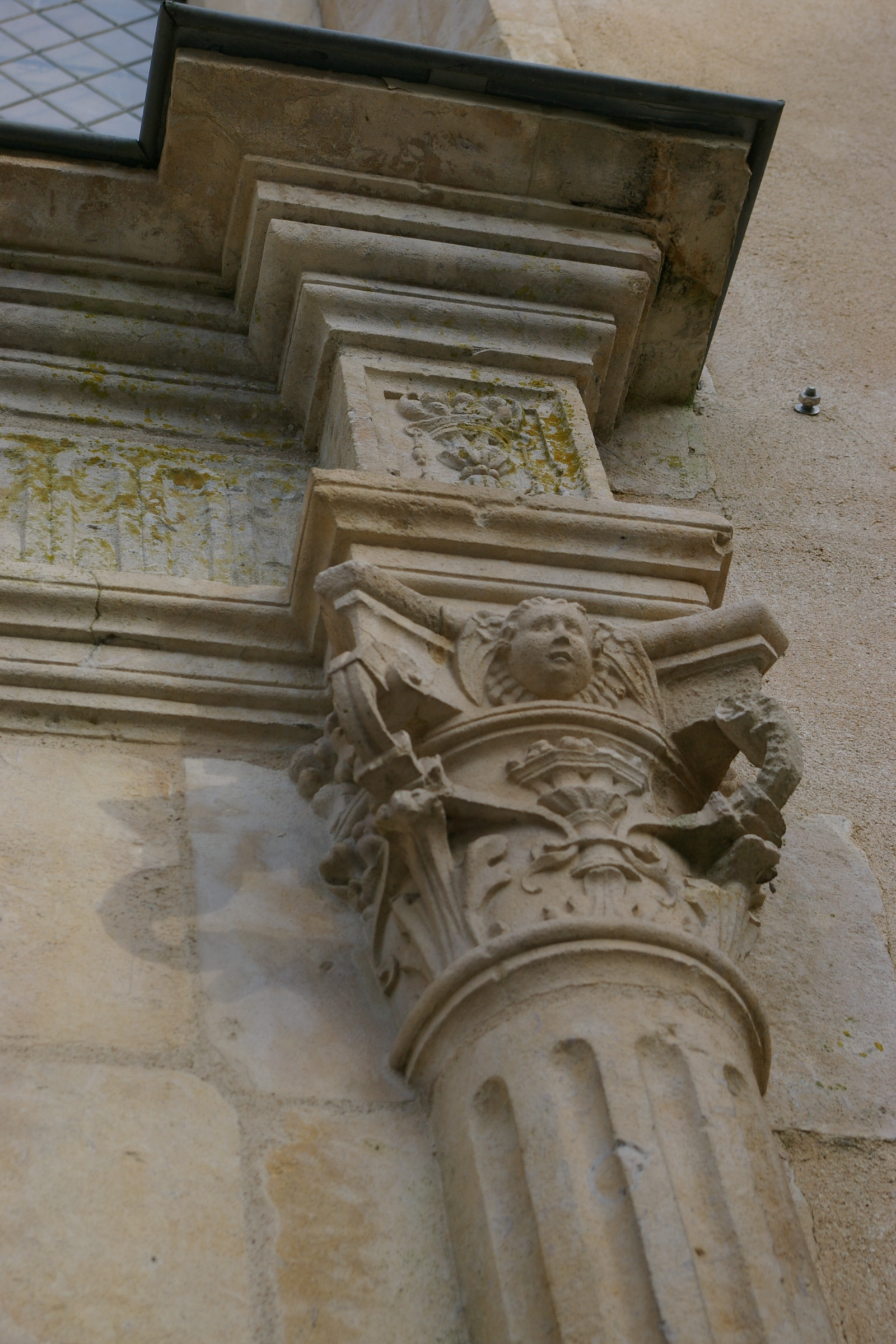
Détail du portail

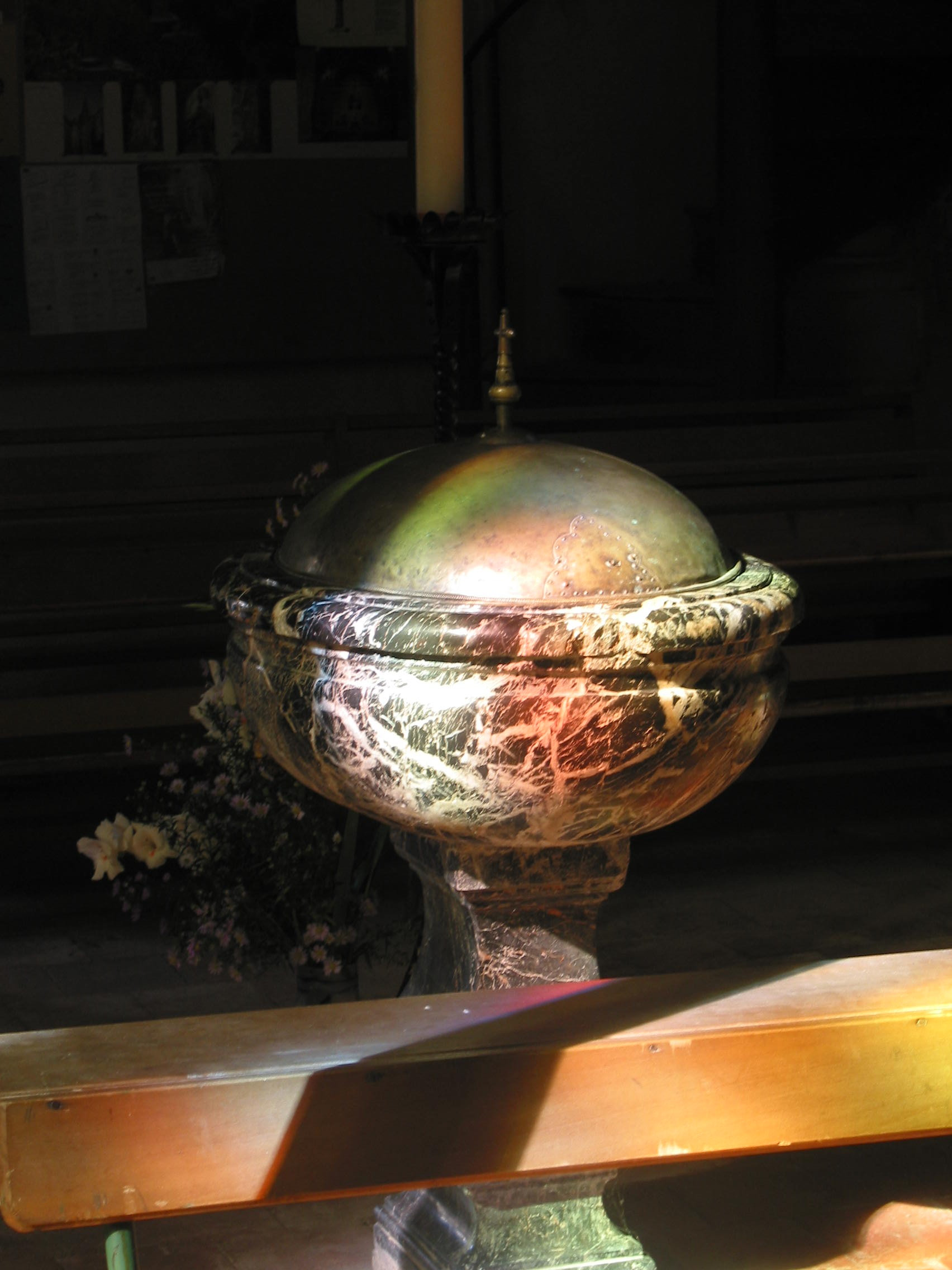
Fonts baptismaux Sainte-Suzanne

- Pendant la période révolutionnaire, où la cité prend le nom de Mont d'Erve, l'église sert de club et de caserne. Elle est rendue au culte en 1800 et un jubé est construit en 1806. Appartenant à la mission d'Évron en 1797, l'église est érigée en cure par décret du 5 nivôse an XIII, de l'archiprêtre de Saint-Vénérand de Laval. Un vicariat est fondé par ordonnance du 29 juillet 1824.
- De l'église profondément remaniée en 1884, restaurée et agrandie, seul le portail XVIe siècle de l'ancienne église a été conservé. Le 6 février 1966, une partie de la voûte s'effondre dans le chœur. La réfection, en bois, de la totalité de la voûte est achevée le 7 juillet 1968. Le mobilier est aussi intégralement remplacé. L'actuel autel est consacré le 3 mai 1970 par Mgr Carrière, alors évêque de Laval. Fonts baptismaux (marbre et cuivre) XVIIe siècle.

## Le clocher

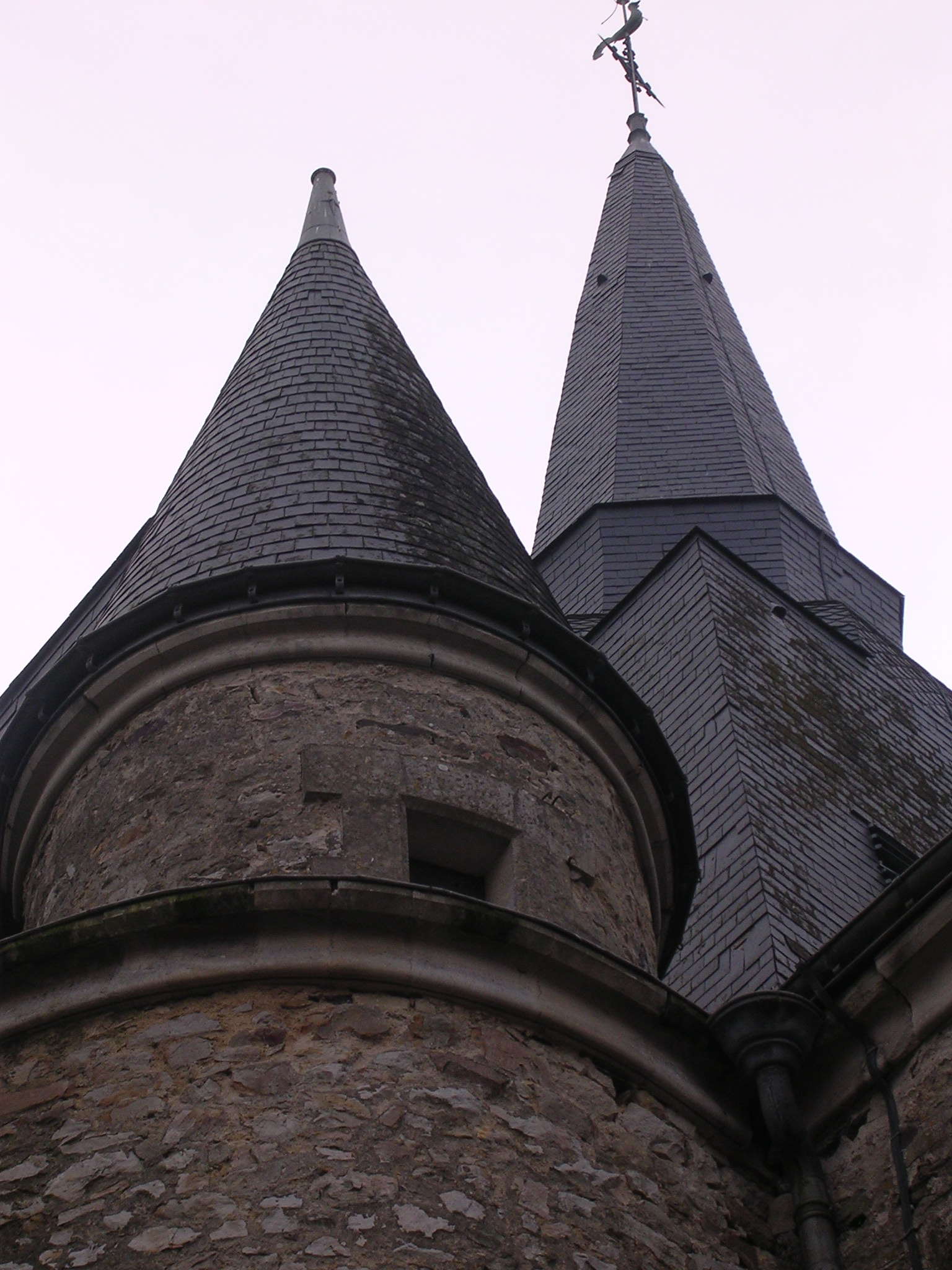
Clocher et tourelle de l'église

Le clocher de l'église primitive fut abattu en 1529, avec le pignon de l'intertransept qui le supportait. Il fut reconstruit à la même place, "dans une situation où il brave les tempêtes"...
mais pas les orages : il fut foudroyé en 1584, 1587, déclaré irréparable et relevé en 1607 sur plan d'Antoine Ravault, maître charpentier à Bazougers.
Arthuis (Prénom ?), maître horloger à Sainte-Suzanne, répare en 1585 l'horloge de l'église paroissiale.
Menaçant de nouveau d'écraser l'église en 1754, le clocher fut encore atteint par la foudre le 4 août 1774, le 10 août 1781, en novembre 1791 et le 21 juillet 1810.

## Les cloches
Un fondeur coula la grosse cloche dans les halles en 1578. L'horloge sonnante, mentionnée dès 1491, réparée plusieurs fois (1495, 1526) fut remplacée par Lafosse de Conlie en 1749.
Les cloches actuelles :
- La plus petite : Charlotte, 1764, au nom de Charles Lemesnager, bachelier en théologie.
- Les plus grosses : Hélène et Louise, 1863, œuvres de l'entreprise Amédée Bollée au Mans.

## Statuaire
Il y avait au beffroi, en 1504, plusieurs "petits sains et un groux sain", fondus dans l'église même en 1491.
Des statues "sans grande valeur" ornaient l'église en 1772 : saint Nicolas, saint Jean, saint Georges, saint Denis, saint Eutrope, saint Blaise, saint Jacques, saint Claude et sainte Suzanne. On voilait ces statues dès le premier dimanche de carême.
Les statues remarquables : 
- Vierge à l'enfant (pierre peinte XIVe siècle). Assise sur un trône, c'est la Vierge reine.

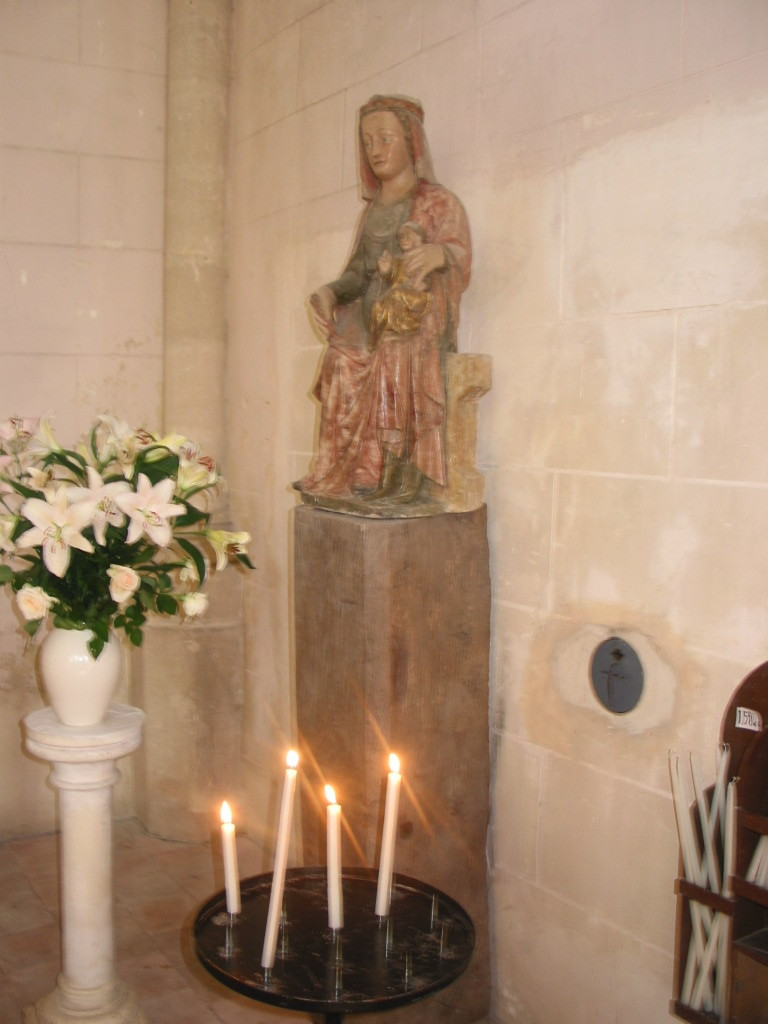
sainte Marie

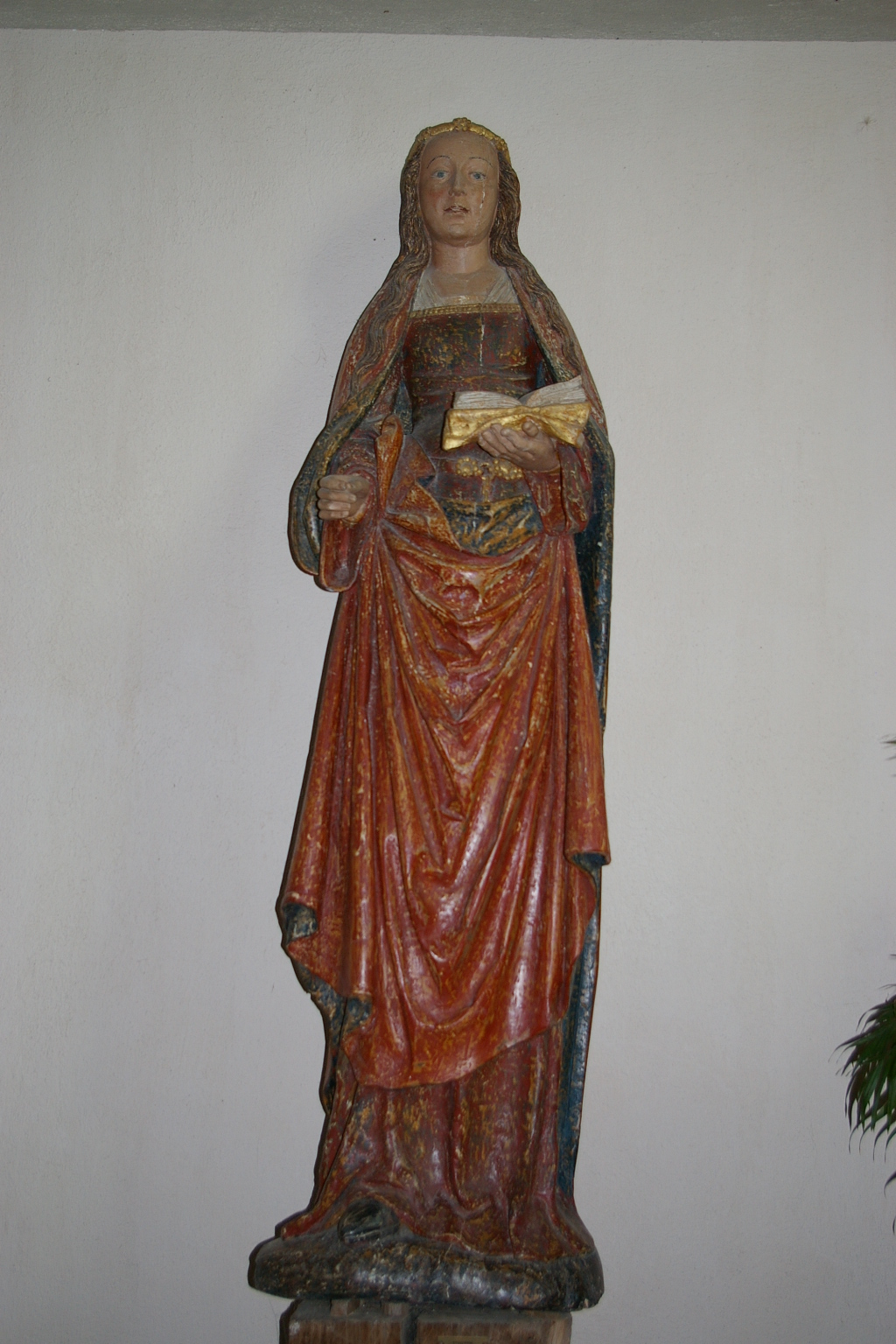
sainte Suzanne

- En pierre polychrome (fin XIVe siècle - début XVe siècle) : saint Jean-Baptiste,
- Statue de sainte Suzanne (bois polychrome XVIe siècle), patronne des fiancé(e)s. Sainte Suzanne est en effet priée particulièrement par ceux qui songent à fonder un foyer.

La prière des fiancés :
Seigneur, dont l'amour est toujours neuf et frais, car il est source de tout amour, aide notre affection à puiser en toi vigueur, force, joie, ouverture aux autres.
Tu as permis notre rencontre et nous t'en remercions. Aide-nous à nous connaître sans illusions, à agir en toute loyauté et dans le respect de l'autre.
Que la tendresse qui nous unit rejaillisse sur ceux qui nous entourent et serve de base au foyer
que nous projetons de construire.
Éclaire-nous afin que nous prenions les engagements qui feront de notre couple un témoin de ta fidélité et de l'Alliance que tu as conclue avec l'Humanité.
- saint Eutrope
- En terre cuite polychrome (XVIIe siècle) : sainte Anne, sainte Marguerite ; saint Joseph avec l'enfant Jésus (bel exemple de statue mancelle, où la terre cuite est une spécialité).
- En bois polychrome (fin époque médiévale, XIVe siècle - XVe siècle) : Vierge à l'enfant
- En bois (XVe siècle) : Christ en croix. Chapelle du Saint-Sacrement.

## Les vitraux

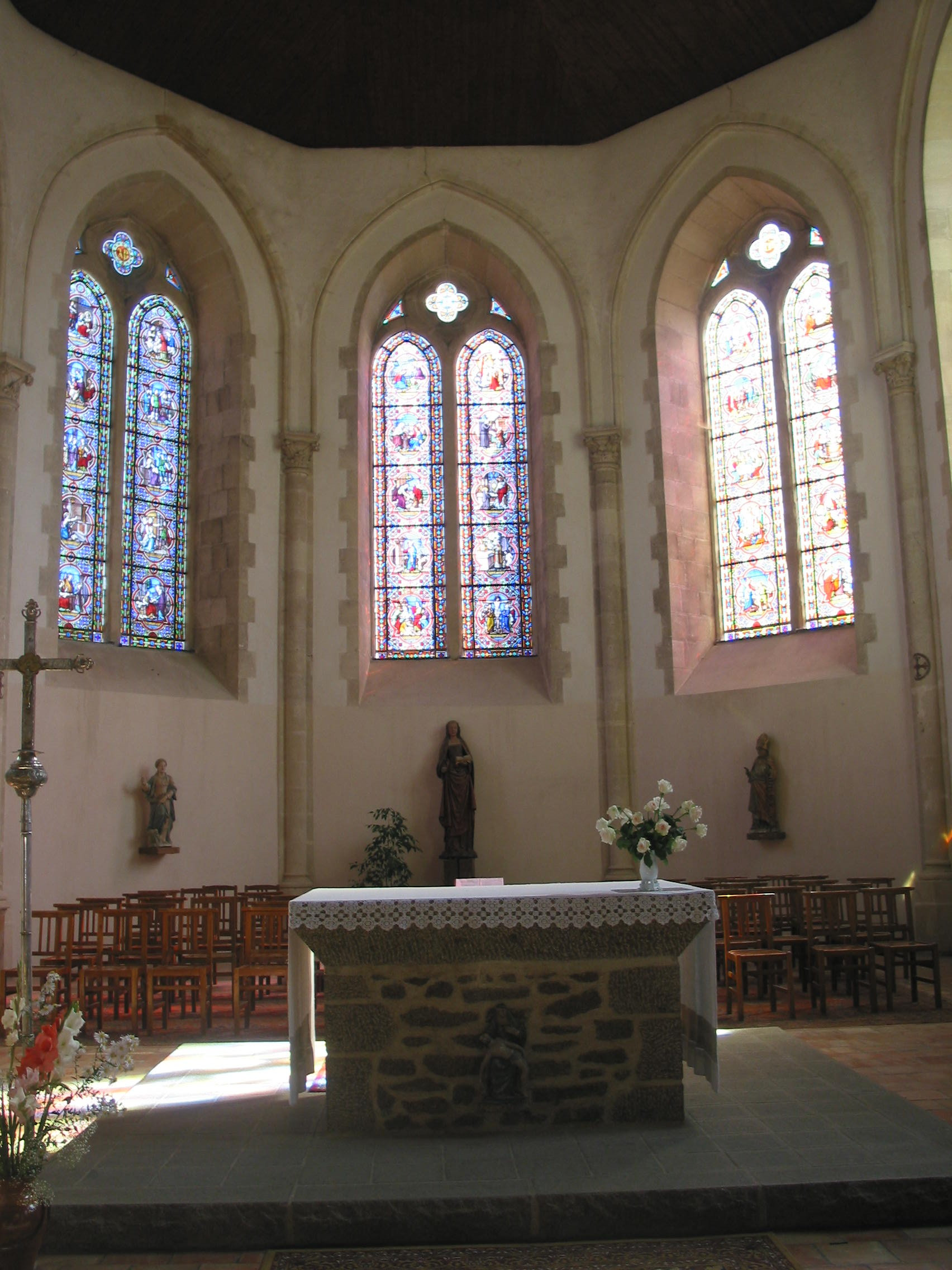
Vitraux du chœur

En 1527, 1571, 1734, 1753, on réparait encore "vaille que vaille" des vitraux à personnages.

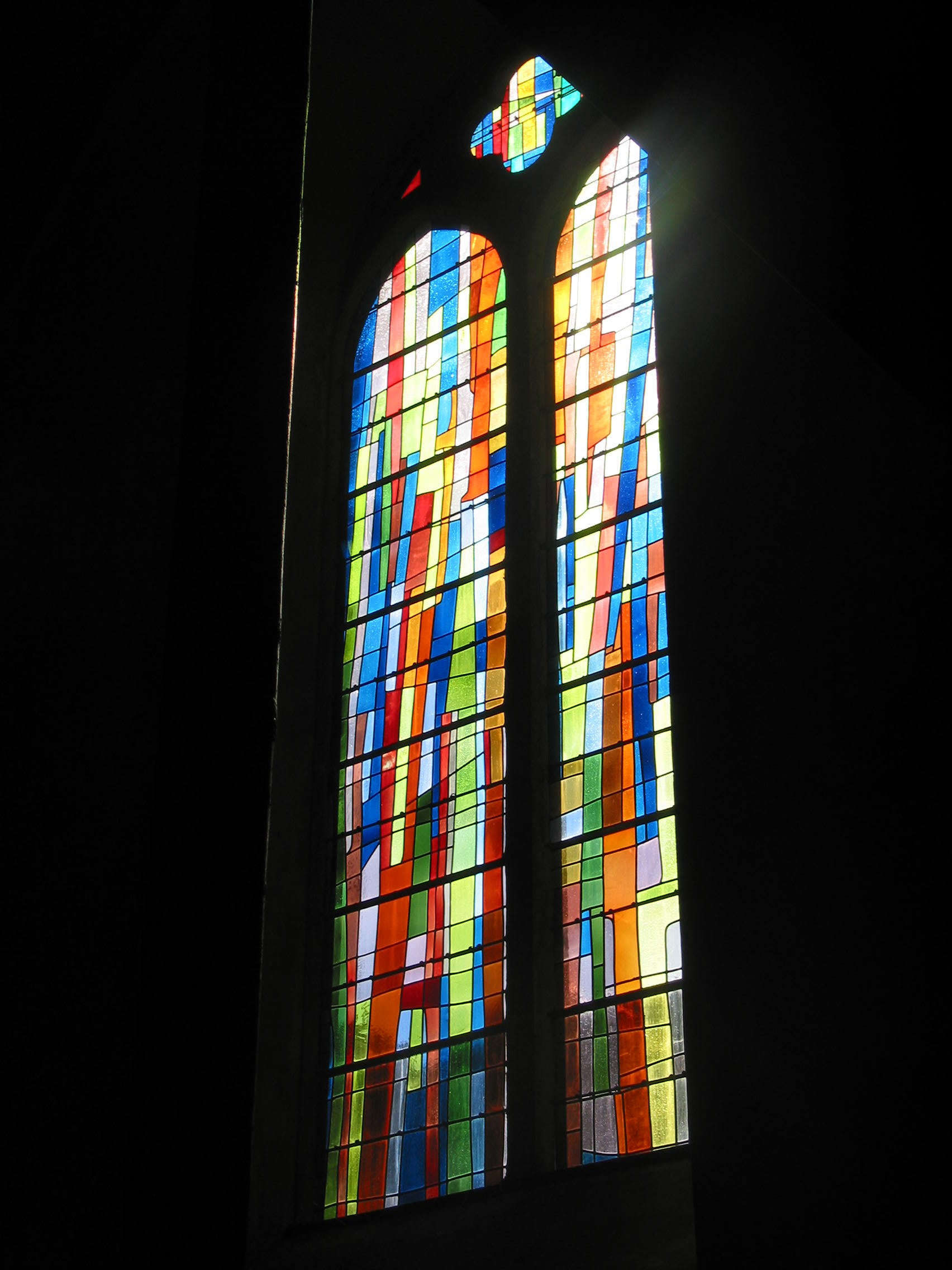
Vitraux d'Alain de Bourgues

- Ceux retraçant la vie de Sainte Suzanne, celle de Saint Jean, ainsi que celui centré sur le Sacré-Cœur datent de 1886 et ont été réalisés par MM. Kuchel, Becker et Jacquier, peintres-verriers au Mans. Ils portent en rosace les initiales AP, JL et CJR.
- Les vitraux modernes ont été réalisés par un suzannais, Alain de Bourgues, artiste peintre, professeur au Musée-école de la Perrine à Laval. Inaugurés en 1979, ils donnent par leurs lignes verticales un élan à l'ensemble de l'édifice, et contribuent par le jeu des couleurs à créer une atmosphère de prière et de recueillement.

## Les céramiques
- Deux céramiques (format 2,20 × 1,20 m et 2,20 × 0,75 m) réalisées par Bernard Chardon, artiste mayennais né en 1927, sont disposées sur les murs d'entrée gauche et droite de l'église. La première, "Création", installée dans les années 1990,  est inspirée du Cantique des créatures de François d'Assise. La seconde, non figurative et tout en harmonie de couleurs, intitulée précisément "Harmonie", a été réalisée et installée à l'automne 2010.

## Les orgues
Gervais Taillais, de Sillé, réalise les premières orgues en 1492, aidé de Jean Jambon. L'organiste, Guy Brocier, sacristain, alla prendre des leçons au Mans, y acheta un manicorde et quatre douzaines d'images en papier "à mettre aux orgues... à paindre les orgues".
L'instrument fut réparé en 1607 par Léonard Lefebvre, de Fresnay-le-Vicomte, et en 1617 par Guillaume Dargilles, d'Alençon.
Le premier organiste fut remplacé par Jean Duval en 1529. Jacques Derouez et Vatel, de Sillé, l'un régent au collège, l'autre organiste de profession, vinrent à tour de rôle à partir de 1605 faire jouer les orgues, souvent accompagnés de joueurs de hautbois et de veze, ou d'autres musiciens. Jacques Derouez demandait en 1607 un secours pour acheter une épinette, et pour salarier un "maistre organec".

## Les curés de Sainte-Suzanne
L'église dépendait à l'origine (avant 1125) de l'abbaye d'Évron, "avec fief et droit de pêche dans le refoul du moulin-au-vicomte (actuellement : le Grand-moulin), le jour de sainte Suzanne".
- 1120 : Adam, curé-doyen
- 1328 Nicolas Vallier. Outre la chapelle de Vaujacob en 1316, fonde celle de Sainte-Suzanne en 1328, "dotée de deux messes par semaine, entre autres fonds, d'une vigne à Lebignonnet... au fief Suhard, jouxte la vigne de Guillaume Vallier, son neveu, et en donne la présentation au seigneur de Sainte-Suzanne".
- Pierre Lefèvre, avocat en cour du Mans, succède à Nicolas Vallier.
- 1372 : Ernauld
- 1423 : Jean Moreau
- 1451 : Jean Joubert
- avant 1491 : Macé Moreau
- 1495 : Jean Georges
- 1526 : Jacques Beaudoin
- 1529 : Pierre Bourreau, docteur en théologie
- 1537 : François Chalot (mort en 1560)
- 1560-1561 : Geoffroy Landais, bachelier en droit canon, chanoine de Saint-Laud; chapelain de Saint-Nicolas à Saint-Florent-le-Vieil
- 4 mars 1561 : François Fournier, d'Angers (mort en 1580)
- 10 août 1580 : Alexandre Ernoul
- 1580 - 1587 : Jacques Pillier, bachelier en droit canon (mort en 1587)
- 20 octobre 1587 : Julien Guymont (mort en 1593)
- 1593 - 1610 : Martin Heurtebize, fondateur de la chapelenie de la Hardière, pour laquelle il avait affecté la ferme du même nom
- 1610-1614 : Julien Courbier, licencié en droit (inhumé dans l'église le 25 janvier 1624)
- 1614-1620 : Pierre Amelon, du Mans (rétrocède sa charge, étant archidiacre de Sablé)
- 1624-1636 : Jean Potier (ou Pottier), principal du collège du Bueil (Angers).
- 1636-1676 : Guillaume Potier (ou Pottier) (frère du précédent), licencié en droit, doyen d'Évron (1660), mort en 1676. Il atteste que tous ses curés ont signé la constitution Unigenitus, le 13 novembre 1661.
- 1676-1690: Gilles Bordelay (ou Bordelais), curé de Beaumont (sens), doyen d'Évron (1681), curé de Parigné, curé doyen de Mayenne, inhumé le 9 octobre 1715 dans l'église N.D. de Mayenne.
- 1690 : Jean Langlois, curé de Parigné
- 7 septembre 1690-1713 : Jacques Courte de la Blanchardière, chapelain de la Bersonnière
- 1713 : Louis Lefebvre, vicaire à Cérans, doyen d'Évron (1719), mort en 1737
- 1737 : René Tireau
- 1738 : Charles-Nicolas Le Mesnager, de Couceriers, bachelier en théologie, doyen en 1744, mort en 1771
- 26 juin 1771 : Jean-François Marquis-Ducastel[4] (° Versailles 28 octobre 1739 - † Marolles-les-Braults 23 janvier 1829).  Prêtre le 22 septembre 1764, vice-promoteur de l'officialité de Vannes en 1766, curé de Sainte-Suzanne le 26 juin 1771, doyen rural d'Evron en 1778; démissionnaire le 7 mai 1785, il devient curé de Marolles-les-Braults le 17 mai 1785, et doyen du Sonnois la même année. Représentant du clergé à l'assemblée provinciale du Maine, Député à l'Assemblée générale de la généralité de Tours en 1787.  Lors de la Révolution française, il refuse de prêter serment à la constitution ; proscrit du 16 mai 1792 à juillet 1800, il se réfugie fin mai 1792 chez son frère Jacques à La Taconnière à Sainte-Suzanne où il vit caché jusqu'au 31 mars 1795. Chanoine honoraire de la cathédrale du Mans en 1821.
- 1785 : Jean-Baptiste Cornuau, de Voutré, curé de Viviers-en-Charnie, doyen, prête serment le 6 février 1791 et exerce jusqu'à la fermeture de l'église, le 11 février 1794. Décrété d'arrestation pour avoir voulu passer en Suisse, il se retire à Assé-le-Bérenger, reparait à Sainte-Suzanne en 1800 et meurt en fonctions en 1833.
- 1833-1846 : Joseph Chapelière
- 1846-1865 : Louis Ledauphin (mort en 1865)
- 1865-1877 : Julien Monguillon
- 1877-1883 : Julien Lemaître
- 1883-1898 : Alexandre Patier (mort en 1898)
- 1898-1905 : Prosper Landais
- 1905-1917 : Frédéric Durand
- 1917-1925 : Henri Houllière
- 1925-1949 : Paul Hutin
- 1949-1960 : Henri Fouilleul
- 1960-1967 : Fernand Renou
- 1967-1990 : Marcel Guérois
- 1990-1998 : Eugène Meignan
- 1998-2002 : François Ledauphin
- 2002-2007 : Bernard Venot
- 2007- 31 août 2013 : Raymond Julliot
- 1er septembre 2013- 31 août 2020 : Frère Marie-François Perdrix (curé de la paroisse de Saint-Barnabé-en-Charnie) ; Frère Omer Coulibaly
- 1er septembre 2020-           : Don Camille Rey, Curé-Doyen des Coëvrons ; Don Pierre Doat, référent pour la paroisse Saint-Barnabé-en-Charnie

## Biotope des combles
Les combles abritent une colonie de grands murins qui bénéficie d'une zone de protection de biotope.

## Sources et bibliographie
- « Église Sainte-Suzanne de Sainte-Suzanne (Mayenne) », dans Alphonse-Victor Angot et Ferdinand Gaugain, Dictionnaire historique, topographique et biographique de la Mayenne, Laval, A. Goupil, 1900-1910 [détail des éditions] (BNF 34106789, présentation en ligne)
- Abbé F. Pichon, chanoine honoraire, secrétaire de l'Évêché du Mans : La vie de M. Marquis-Ducastel, doyen rural d'Évron et du Sonnois, curé de Sainte-Suzanne et de Marolles-les-Braults, paru dans "La semaine du fidèle" de mars 1871 à 1873, édité en 1873 par Leguicheux-Gallienne, éditeur au Mans, rue Marchande 15 et rue Bourgeoise 16.
- Indications sur les curés du XXe siècle données par le père Raymond Julliot, curé de Sainte-Suzanne (2007).